# ئی-لند
ئی-لند (انگلیسی: E-Land Group) شرکت خوشه‌ای کره‌ای است، که در سال ۱۹۸۰ تأسیس شد.